# Нерзинген
Нерзинген (нем. Nersingen) — община в Германии, в земле Бавария. 
Подчиняется административному округу Швабия. Входит в состав района Ной-Ульм.  Население составляет 9162 человека (на 31 декабря 2010 года). Занимает площадь 24,27 км².
Коммуна подразделяется на 5 сельских округов.